# Franz-Xaver Ibelherr
Franz-Xaver Ibelherr (* 3. Juli 1964) ist ein ehemaliger deutscher Eishockeyspieler- und Trainer. In der 1. Bundesliga spielte er für den Sportbund DJK Rosenheim und den ESV Kaufbeuren.

## Karriere
Ibelherr begann seine Laufbahn in der 2. Bundesliga beim EC Bad Tölz, für die er ab der Saison 1982/83 zwei Spielzeiten auflief. Danach absolvierte er zwei Saisons in der höchsten deutschen Liga bei dem Sportbund DJK Rosenheim, wo er 1985 mit der Alois-Schloder-Trophäe für den besten Liganeuling ausgezeichnet wurde und Deutscher Meister wurde. 
Bevor er 1991 für den ESV Kaufbeuren erneut in der 1. Bundesliga aktiv war, verbrachte er fünf Spielzeiten in der 2. Bundesliga, davon drei beim Augsburger EV und zwei beim EC Hedos München. 1993/94 spielte Ibelherr erstmals für den EV Landsberg, für den er 1997/98 und 1999/2000 erneut für jeweils eine Saison aufs Eis ging. 
Für den EHC Neuwied schnürte der Bayer von 1995 bis 1997 die Schlittschuhe und wurde mit dem Verein Meister der 1. Liga und gewann zudem mit den Rheinländern den DEB Ligapokal. 1998/99 spielte er für den ESC München in der 2. Liga Süd. Nach 4 Jahren Pause absolvierte er nochmal vier Spiele in der Regionalliga für den ESV Königsbrunn, wo er eine Torvorlage erzielte und es auf 54 Strafminuten brachte.

## Trainer
Seit Beendigung seiner aktiven Laufbahn ist Ibelherr als Trainer tätig. Zunächst stand er beim EV Landsberg für drei Spielzeiten hinter der Bande und führte den Verein von der Bezirksliga bis in die Regionalliga, wo sie 2004 die Meisterschaft gewannen. Die folgenden zwei Jahre trainierte er deren Ligakonkurrenten EV Fürstenfeldbruck und ESV Königsbrunn. 2006/07 leitete er die Augsburger Jungpanther in der Landesliga und war zur folgenden Spielzeit wieder in der Regionalliga beim ECDC Memmingen tätig. Nach einem Jahr als Jugendtrainer des EV Landsberg, stand er 2009/10 erneut beim ESV Königsbrunn hinter der Bande. Zur Saison 2010/11 wechselte er in die Landesliga Bayern zu den Senden Crocodiles und in der Saison 2011/12 trainierte er die Pirates des ESV Buchloe in der Bayernliga. Aktuell trainiert er in der Saison 2015/2016 den bayerischen Bezirksligisten Freising Black Bears.

## Erfolge und Auszeichnungen
- 1985 Deutscher Meister mit dem Sportbund DJK Rosenheim
- 1997 Meister der 1. Liga und DEB-Ligapokalsieger mit dem EHC Neuwied
- 1985 Alois-Schloder-Trophäe (bester Liganeuling der 1. Bundesliga)